# سیارک ۶۱۶۰
سیارک ۶۱۶۰ (به انگلیسی: 6160 Minakata، نامگذاری:1993JF) شش هزار و صد و شصتمین سیارک کشف شده‌است که در ۱۵ مه ۱۹۹۳ کشف شد.
قدر مطلق سیارک برابر ۱۳٫۲۰ است.